# The Crusade (Doctor Who)
Pour les articles homonymes, voir The Crusade.
The Crusade (La Croisade) est le quatorzième épisode de la première série de la série télévisée britannique de science-fiction Doctor Who, diffusé pour la première fois en quatre parties hebdomadaires du 27 mars au 17 avril 1965. Écrit par le scénariste David Whitaker, cet épisode amène le Docteur en Palestine durant la troisième croisade.

## Accroche
Le TARDIS se matérialise près de Jérusalem au XIIe siècle. Se retrouvant en plein milieu d'une bataille entre les Croisés et l'armée de Saladin, Barbara est enlevée. Tentant de la délivrer, le Docteur et ses compagnons se heurtent au refus du roi Richard Cœur de Lion.

## Casting
- William Hartnell — Le Docteur
- Jacqueline Hill — Barbara Wright
- William Russell — Ian Chesterton
- Maureen O'Brien — Vicki
- Walter Randall — El Akir
- Roger Avon — Saphadin
- Bernard Kay — Saladin
- Julian Glover — Richard Cœur de Lion
- David Anderson — Reynier de Marun
- Bruce Wightman — William de Tornebu
- John Flint — William des Preaux
- Reg Pritchard — Ben Daheer
- Tony Caunter — Thatcher
- Jean Marsh — Lady Joanna
- Gábor Baraker — Luigi Ferrigo
- John Bay — Robert IV de Beaumont
- Robert Lankesheer — Le Chambellan
- George Little — Haroun
- Petra Markham — Safiya
- Sandra Hampton — Maimuna
- Zohra Segal — Sheyrah
- Viviane Sorrél — Fatima
- Diana McKenzie — Hafsa
- Tutte Lemkow — Ibrahim
- David Brewster — Le bandit Turque
- Billy Cornelius — Homme de main
- Derek Ware, Valentino Musetti, Chris Konyils, Raymond Novak, Anthony Colby — Guerriers Sarrasins

## Résumé

### The Lion
Le TARDIS débarque dans la Palestine du XIIe siècle à l'époque de la troisième croisade. Hélas, à peine sortent-ils du vaisseau que le Docteur, Ian, Barbara, et Vicki se retrouvent au beau milieu d'une embuscade tendue au roi Richard Cœur de Lion par les Sarrasins. Dans la confusion, Barbara est enlevée, pendant que le Docteur, Ian et Vicki stoppent les assaillants de William de Tornebu, l'un des compagnons du roi. Avant de voler des vêtements à un marchand d'une ville proche, ils décident d'aider William de Tornebu à retourner auprès de son roi, espérant obtenir de lui la libération de Barbara.
Barbara est faite prisonnière avec William des Preaux, un autre compagnon du roi Richard qui s'est fait passer pour lui pour tromper l'ennemi. Présenté à Sapĥadin, le frère de Saladin, il fait alors passer Barbara pour sa sœur, Lady Joanna, mais le subterfuge est vite éventé. L'émir El Akir, l'homme qui les a capturé, est furieux mais Saladin suspend ses menaces. Prenant Barbara pour une saltimbanque il souhaite en faire sa dame de compagnie.
Le Docteur et ses compagnons ramènent William de Tornebu et obtiennent audience auprès du roi Richard. Celui-ci est de mauvaise humeur car la plupart de ses hommes se sont fait tuer et son frère tente de le remplacer en Angleterre. Excluant catégoriquement de traiter avec Saladin, il refuse leur requête.

### The Knight of Jaffa
William de Tornebu et le Docteur réussissent à faire changer le roi d'avis lorsqu'ils lui comptent l'embarras dans lequel sera plongé Saladin lorsqu'il apprendra qu'il n'a pas réellement capturé le roi Richard. Rejoignant la cour, Ian est fait chevalier "Sir Ian de Jaffa" afin d'être envoyé comme émissaire auprès de Saladin pour tenter de ramener William des Preaux ainsi que Barbara, et également proposer la main de la princesse Lady Joanna en mariage à Saphadin. Mais une fois arrivé sur place, un marchand du nom de Luigi Ferrigo admet avoir aidé El Akir à enlever Barbara. El Akir veut en faire une des femmes de son harem de Lydda.
Vicki, se faisant passer pour un homme sous le nom de « Victor », et le Docteur sont pris à partie par le Chambellan du roi et par Thatcher, un marchand d'étoffes, qui les accusent tous deux de vol. Le Docteur réussit à s'en tirer en prouvant que ces habits étaient déjà volés à la base et en entretenant une forme de confusion autour de l'affaire. Pendant ce temps, Barbara réussit à s'enfuir. Tentant d'échapper aux gardes dans les rues de Lydda, elle est enlevée par un homme mystérieux.

### The Wheel of Fortune
Haroun ed-Din, l'homme qui a enlevé Barbara s'avère aussi être un ennemi d'El Akir. Il vit seul avec sa fille Safiya et veut se venger car El Akir a enlevé sa fille aînée Maimuna et tué sa femme et son fils. Tentant une percée dans le palais, il est assommé par des gardes. Entre-temps, le Docteur et Vicki sympathisent avec Lady Joanna qui, ayant découvert que Vicki était une fille, demande au Docteur de lui rapporter les dires de son frère. Malgré les réticences de ses lieutenants, Richard souhaite maintenir le projet de mariage de Joanna. Salaphin accepte cette idée, mais son frère fait préparer ses hommes tout de même, prêts en cas de trahison. Parti délivrer Barbara, Ian est surpris en plein sommeil par des bandits.
Lady Joanna apprend que son frère projette de la marier à Salaphin. Elle refuse d'être mariée à un infidèle et décide de s'en référer au Pape. Le roi Richard décide de bannir le Docteur de sa cour car il pense que c'est lui qui a révélé à sa sœur son projet de la marier. À Lydda, Barbara est à nouveau capturée par les hommes d'El Akir. Amenée face à lui, ce dernier lui promet de la faire souffrir.

### The Warlords
Barbara parvient à s'échapper des gardes d'El Akir et se cache dans le harem. Elle y rencontre Maimuna, la fille perdue d'Haroun qui accepte de l'aider à s'échapper. Mais une autre des favorites, Fatima décide de les dénoncer à El Akir contre des bijoux. Sur la route de Lydda, Ian commence à être torturé par le bandit Ibrahim qui enduit le corps de Ian de miel de dattes et le livre aux fourmis pour lui extirper de l'or, mais Ian réussit finalement à piéger le bandit et le force à coopérer pour qu'il l’emmène à Lydda et le fasse rentrer dans le palais de l’émir El Akir. Ayant appris que le Docteur n'y était pour rien dans la révélation de son plan à sa sœur, le roi lui pardonne avant de partir pour Jérusalem. Le Docteur laisse entendre que Richard Cœur de Lion ne prendra pas la ville, et les deux compagnons vont alors rejoindre le TARDIS. Leicester, l'un des compagnons du roi Richard trouve la conduite du Docteur suspecte et décide de l'espionner.
Alors que Barbara est retrouvée par El Akir, celui-ci se fait poignarder dans le dos par Haroun. Ian arrive et s'échappe avec Barbara avec des chevaux volés par Ibrahim, trop heureux de pouvoir causer du tort à El Akir. Barbara et Ian rejoignent le Docteur et Vicki dans la forêt au moment où ces derniers sont appréhendés par Leicester. Ian arrive et en tant que Sir Ian de Jaffa, il réclame personnellement de pouvoir exécuter le Docteur, l'entraînant avec Vicki et Barbara dans le TARDIS. Observant la disparition du vaisseau, les chevaliers concluent qu'il s'agit là d'un sorcellerie du Docteur et qu'il a emmené Ian en enfer, et décide de n'en parler à personne afin de ne pas être pris pour des fous ou des menteurs.
Alors que le Docteur et ses compagnons rient de cette bonne blague, les lumières du TARDIS s'éteignent et l'équipage s'immobilise soudainement.

## Continuité
- Barbara, interrogée par le roi, évoque tour à tour être allée sur une planète peuplée d'insectes (The Web Planet), à l'époque de l'empereur Néron (The Romans), et dans l'Angleterre d'un futur lointain (The Dalek Invasion of Earth).
- Vicki dit que le seul lieu qu'elle peut considérer comme sa maison désormais est le TARDIS.
- Quand Ian se fait anoblir, le Docteur dit à Vicki qu'il aurait espéré se faire anoblir également. Ceci lui arrivera à deux reprises dans la série, la première fois sous la forme du 5e Docteur, et la seconde sous les traits du 10e Docteur par la Reine Victoria elle-même dans Un loup-garou royal.

## Référence externe
- Le Docteur cite Shakespeare par deux fois : Le Roi Lear ("A most poor man made tame to fortune's blows") et Le Marchand de Venise ("What judgement shall I fear, doing no wrong?").

## Production

### Scénarisation
L'épisode a été écrit par David Whitaker, l'ancien "script-editor" (responsable des scénarios) de la première saison jusqu'à début novembre 1964. Le scénario a alors le titre provisoire de “The Saracen Hordes” (la horde sarrasine) ou de “The Lionheart” (Cœur de Lion) et se base sur deux éléments étant arrivés en 1191 : les projets du roi Richard Cœur de Lion pour marier sa sœur, Jeanne d'Angleterre à Saphadin et l'emprisonnement de William Des Préaux, pris pour le roi.
Le scénario contenait des dialogues qui sous-entendaient une relation incestueuse entre le roi et sa sœur. William Hartnell estimant qu'il s'agissait de matériel inapproprié pour Doctor Who, fit supprimer les lignes incriminées.

### Tournage
Il s'agit du premier tournage d'un épisode entier par Douglas Camfield, jusqu'ici seul réalisateur de la troisième partie dePlanet of Giants. Le tournage commença le 5 mars 1964 au studio 1 de Riverside.  William Russell ayant décidé de prendre une semaine de vacances, les passages l'impliquant dans "The Wheel of Fortune" ont été tournés avant son départ.

## Casting
- Julian Glover rejouera le rôle de Scaroth dans City of Death.
- Jean Marsh, qui joue le rôle de la princesse Jeanne d'Angleterre, jouera le rôle de la compagne du Docteur, Sara Kingdom dans The Daleks' Master Plan et celui de Morgaine dans Battlefield. Marsh fut mariée de 1955 à 1960 avec Jon Pertwee, l'acteur qui prendra le rôle du 3e Docteur.
- Bernard Kay a déjà joué dans The Dalek Invasion of Earth. Il réapparaîtra dans deux autres sérials : The Faceless Ones et Colony in Space.
- Roger Avan rejouera dans la série dans le rôle de Daxtar dans The Daleks' Master Plan».
- Tony Caunter jouera le rôle de Morgan dans Colony in Space et celui de Jackson dans Enlightenment.
- Tutte Lemkow jouait précédemment le rôle de Kuiji dans Marco Polo et réapparaîtra dans le rôle du cyclope de l'épisode The Myth Makers.

## Diffusion et réception
| Épisode                                                                                                 | Date de diffusion | Durée | Téléspectateurs en millions | Archives                                |
| --- | ----------------- | ----- | --------------------------- | --------------------------------------- |
| The Lion                                                                                                | 27 mars 1965      | 24:56 | 10,5                        | Films 16mm                              |
| The Knight of Jaffa                                                                                     | 3 avril 1965      | 23:28 | 8,5                         | Bande audio et quelques extraits vidéos |
| The Wheel of Fortune                                                                                    | 10 avril 1965     | 24:51 | 9,0                         | Films 16mm                              |
| The Warlords                                                                                            | 17 avril 1965     | 23:40 | 9,5                         | Bande audio et quelques extraits vidéos |
| L'épisode amorça une baisse de l'audience en comparaison aux résultats exceptionnels de The Web Planet. |                   |       |                             |                                         |

Cet épisode ne fut jamais vendu dans les pays du Moyen-Orient. Pourtant l'épisode est loué pour sa vision non-partisane du conflit : Richard Cœur de Lion et Saladin sont deux rois en guerre qui ont tous deux leurs défauts et leurs qualités (Saladin est calculateur mais compatissant, Richard est dans l'émotionnel).
En 2008 Patrick Mulkern du site "Radio Times" rendit un avis favorable sur l'épisode, estimant qu'il s'agit du premier épisode où la production marche à la perfection sur tous les aspects". Il salue l'idée de couper en deux l'équipage du TARDIS afin de pouvoir montrer les deux côtés de la Croisade ainsi que "l'invité de marque" en la personne de Walter Randall's "jouant un El Akir qui est l'un des plus sinistres personnages de la série à cette époque".

### Parties manquantes
Pour des raisons financières, de nombreux épisodes de Doctor Who furent effacés par la BBC dans les années 70. Si la bibliothèque de la BBC garda la copie de la partie "The Wheel of Fortune", les impressions de "The Lion" furent effacées en 1972, mais une copie de cet épisode fut retrouvée en 1999 dans la collection d'un amateur de films en Nouvelle-Zélande. Les parties restantes ont disparu et jusqu'en 1995, les amateurs de la série pensaient que même la bande son était perdue.

## Novélisation
Il s'agira du troisième épisode de Doctor Who à avoir été adapté en roman après The Daleks et The Web Planet. C'est David Whitaker lui-même qui s'attellera à cette novélisation, publiée en 1966 sous le titre "Doctor Who and the Crusaders". Comme pour l'adaptation de The Daleks Whitaker s'échinera à transformer l'histoire en un roman assez différent de la série en y incluant une romance entre Ian et Barbara, ainsi qu'en remplaçant le personnage de Vicki par celui de Susan et invente un mari à cette dernière nommé "David Campbell".
En mai 1973, les éditions Target Book obtiennent les droits de ce roman et l'intégreront à leur collection de novélisation des épisodes de Doctor Who sous le numéro 12. Le roman fut traduit en néerlandais la même année sous le titre "Doctor Who en de Kruisvaarders", et dans une version portugaise en 1983 sous le titre "Doutor Who e os Cruzados." Il fut aussi réédité en août 1988 chez Star Classics Edition dans une édition double contenant cet épisode ainsi que Doctor Who and the Dalek Invasion. 
Cette novélisation fut traduite en 1987 par les éditions Garancière dans la collection Igor et Grichka Bogdanov présentent Doctor Who sous le titre "Docteur Who – Les Croisés" et porte le n°2 de la collection. À noter que les Frères Bogdanov n'ont jamais eu vraiment aucun rôle dans cette histoire. Les droits de la série appartenaient à l'époque à TF1 et elle aurait dû être diffusée dans Temps X mais la série fut finalement diffusée discrètement le dimanche matin.
En 1994, les éditions Titan Books publieront le script de l'épisode considéré comme "perdu".

## Éditions VHS, CD et DVD
L'épisode n'a jamais été édité en français, mais a connu plusieurs éditions au Royaume-Uni et aux USA.
- En 1991, la partie "The Wheel of Fortune", seule partie retrouvée à l'époque, fut diffusée sur une VHS dans un coffret The Hartnell Years (les années Hartnell) (BBCV 4608) et est présentée par le 7e Docteur (Sylvester McCoy), expliquant les évènements afin de remettre ce passage dans sa situation initiale.
- En 1999, les parties 1 et 3 furent présentées dans un DVD contenant "The Crusade and The Space Museum" avec l'acteur William Russell racontant les parties 2 et 4 sous les traits d'un Ian Chesterton vieilli.
- Les deux épisodes et la bande sonore des épisodes manquants furent sortis dans le coffret DVD "Lost In Time" rassemblant les nombreux "épisodes perdus" de Doctor Who.
- En 2005, une version audio de cet épisode raconté par William Russell sortit dans un double CD.